# Rüdiger Vogler
Pour les articles homonymes, voir Vogler.
Rüdiger Vogler, né le 14 mai 1942 à Warthausen, en Bade-Wurtemberg, est un acteur allemand.

## Biographie
De 1963 à 1965, il fréquente l'école de théâtre de Heidelberg et participe à une formation au Zimmertheater de Heidelberg. Rüdiger Vogler joue ensuite pendant six ans au Theater am Turm de Francfort-sur-le-Main, souvent des pièces de Peter Handke. Il est également sur scène au Théâtre des Amandiers près de Paris et au Festival de Salzbourg.
Il obtient son premier rôle au cinéma en 1970 dans la production télévisée Chronik der laufenden Ereignisse de Peter Handke. Avec L'Angoisse du gardien de but au moment du penalty (1971) et Alice dans les villes (1973), il entame sa carrière cinématographique, étroitement liée au nom du réalisateur Wim Wenders, pendant deux décennies. 
En plus d'autres films, Rüdiger Vogler joue dans de nombreuses productions télévisées telles que Tatort, Derrick  et Le Renard. Il participe souvent à des productions étrangères, notamment françaises comme Les Allumettes suédoises réalisé en 1995 par Jacques Ertaud d'après le roman du même nom de Robert Sabatier ou le grand méchant nazi dans OSS 117 : Rio ne répond plus réalisé en 2009 par Michel Hazanavicius.
Il vit à Paris et à Mittelbuch, près de Biberach an der Riß. Ses beaux-parents étaient les artistes Romane Holderried Kaesdorf et Julius Kaesdorf.

## Filmographie

### Cinéma
- 1971 : L'Angoisse du gardien de but au moment du penalty (Die Angst des Tormanns beim Elfmeter) de Wim Wenders : le livreur de boissons simplet
- 1972 : La Lettre écarlate (Der Scharlachrote Buchstabe)  de Wim Wenders : le marin
- 1973 : Alice dans les villes (Alice in der Staten), de Wim Wenders : Philip Winter
- 1975 : Faux Mouvement (Falsche Bewegung) de Wim Wenders
- 1975 : Au fil du temps (Im Lauf der Zeit), de Wim Wenders
- 1977 : Portrait de groupe avec dame (Gruppenbild mit Dame) d'Aleksandar Petrović
- 1978 : La Femme gauchère (Die Linkshändige Frau) de Peter Handke
- 1978 : L'État sauvage de Francis Girod
- 1981 : Les Années de plomb (Die bleierne Zeit) de Margarethe von Trotta
- 1986 : Tarot de Rudolf Thome
- 1987 : Lucky Ravi de Vincent Lombard
- 1989 : Le Soleil même la nuit (Il Sole anche di Notte) de Paolo Taviani et Vittorio Taviani
- 1991 : Transit de René Allio
- 1991 : Jusqu'au bout du monde (Bis ans Ende der Welt) de Wim Wenders
- 1991 : Anna Göldin, la dernière sorcière de Gertrud Pinkus
- 1992 : Chasse gardée de Jean-Claude Biette
- 1993 : Si loin, si proche ! de Wim Wenders
- 1994 : De sueur et de sang de Paul Vecchiali
- 1994 : Lisbonne Story de Wim Wenders
- 1995 : Les Milles (le train de la liberté) de Sébastien Grall
- 1997 : La Dette d'amour (Die Schuld der Liebe) de Andreas Gruber
- 1998 : Une minute de silence de Florent-Emilio Siri
- 1999 : Une pour toutes de Claude Lelouch
- 1999 : Sunshine d'István Szabó
- 2000 : Anatomie de Stefan Ruzowitzky
- 2004 : Ne fais pas ça ! de Luc Bondy
- 2008 : Une femme à Berlin de Max Färberböck : Eckhart
- 2008 : Les Chevaliers du roi (De Brief voor de Koning) de Pieter Verhoeff
- 2009 : OSS 117 : Rio ne répond plus de Michel Hazanavicius : Von Zimmel
- 2011 : Le Bleu du ciel de Hans Steinbichler
- 2012 : Anleitung zum Unglücklichsein de Sherry Hormann  : le père de Tiffany
- 2013 : La Marque des anges de Sylvain White : Franz Hartmann
- 2013 : Rouge Rubis (Rubinrot) de Felix Fuchssteiner : M. George
- 2014 : Bleu saphir (Saphirblau) de Felix Fuchssteiner : M. George
- 2022 : Le Parfum vert de Nicolas Pariser : Hartz

### Télévision
- 1984 : Les Enquêtes du commissaire Maigret, épisode : La Nuit du carrefour de Stéphane Bertin
- 1987 : Les Liens du sang (Väter und Söhne - Eine deutsche Tragödie) de Bernhard Sinkel : Ulrich Deutz
- 1992 : Das lange Gespräch mit dem Vogel (pl) de Krzysztof Zanussi
- 1992 : Derrick : Le crime est dans l’escalier (Mord im Treppenhaus) : Mr Kollwitz
- 1992 : Tatort (Bienzle und der Biedermann)
- 1993 : Point d'orgue de Paul Vecchiali
- 1994 : Rêveuse Jeunesse de Nadine Trintignant
- 1994 : Tatort (Singvogel)
- 1995 : Les Allumettes suédoises de Jacques Ertaud : Henri
- 1997 : Le Rouge et le Noir de Jean-Daniel Verhaeghe
- 2002 : Tatort (Flashback)
- 2003 : Colette, une femme libre de Nadine Trintignant
- 2005 : Colditz : La Guerre des évadés (Colditz)
- 2006 : Polizeiruf 110 (Die Mutter von Monte Carlo)
- 2007 : SOKO Köln  (Tod einer Polizistin)
- 2010 : Le Fantôme de mes rêves (Kein Geist für alle Fälle)
- 2011 : Tatort (Grabenkämpfe)
- 2011 : Polizeiruf 110 (Die verlorene Tochter)
- 2013 : Portrait d'un meurtrier (Schon wieder Henriette) de Nikolaus Leytner
- 2017 : Tatort (Stau)
- 2019 : Sechs auf einen Streich (Die drei Königskinder)
- 2021 : Nona et ses filles de Valérie Donzelli

## Théâtre
- 1982 : Über die Dörfer (Par les villages), de Peter Handke, mis en scène par Wim Wenders